# دایره پیشگیری بیماری‌های اپیدمیک و تصفیه آب

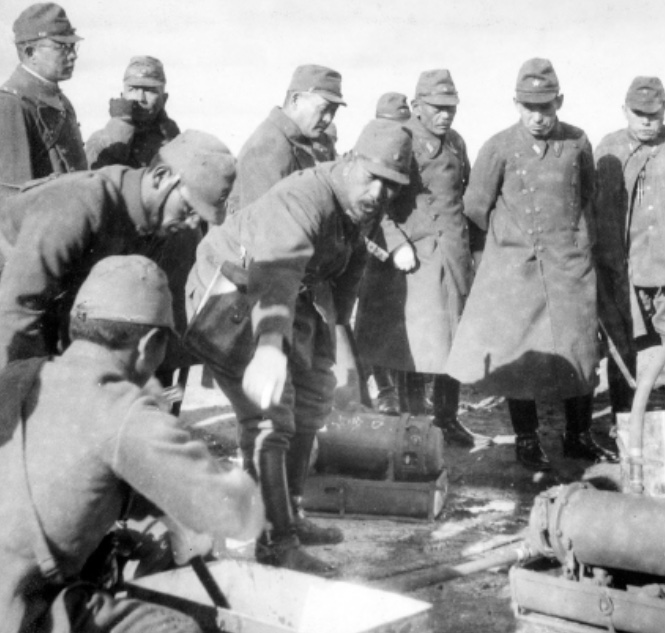
دایره یا یگان پیشگیری از بیماری‌های اپیدمیک و تصفیه آب

دایره پیشگیری از بیماری‌های اپیدمیک و تصفیه آب  (انگلیسی: Epidemic Prevention and Water Purification Department)  یگانی در ارتش امپراتوری ژاپن بود که از سال ۱۹۳۶ تا زمان انحلال آن در ۱۹۴۵ فعالیت داشت. با آنکه وظیفهٔ ظاهری آن پیشگیری از گسترش بیماری‌ها و پایش ذخایر آب بود، چندین واحد نظامی تابعهٔ آن، مأمورِ توسعهٔ سلاح‌های بیولوژیک بودند. بسیاری از این واحدهای تابعه، آزمایش‌های پزشکی بر روی انسان‌ها هم انجام می‌دادند.

## تشکیلات
این دایره به شکل زیر سازماندهی شده بود:
- واحد ۶۹۱ که زیر نظرِ ارتش کوانتونگ قرار داشت.
  - دفتر مرکزی واحد ۶۹۱، «واحد ۷۳۱» بود که بابت آزمایش‌های ننگین و رسوایی‌آورش بر روی انسان‌ها و نیز تولید سلاح‌های بیولوژیک و شیمیایی شناخته می‌شود.
    - واحد ۵۱۶ (چیچیهار) یک لشکر سلاح‌های شیمیایی که به‌طور مخفیانه زیر نظر واحد ۷۳۱ فعالیت می‌کرد.
    - واحدهای تابعهٔ دیگر که اساساً به تصفیه آب اختصاص داشتند عبارت بودند از واحدهای ۶۴۳، ۱۶۲، ۶۷۳، ۵۴۳ و ۳۱۹
- واحد ۱۸۵۵ (پکن) زیر نظرِ «ارتش ژاپن در ناحیهٔ شمالی چین» قرار داشت و آزمایش‌های پزشکی بر روی انسان انجام می‌داد.[۲]
- واحد ائی ۱۶۴۴ (نانجینگ) زیرِ نظرِ «ارتش ژاپن در ناحیهٔ مرکزی چین» قرار داشت و آزمایش‌های پزشکی بر روی انسان انجام می‌داد.[۳][۴]
- واحد ۸۶۰۴ یا «واحد نامی» (گوانگ‌ژو) زیرِ نظرِ «ارتش ژاپن در ناحیهٔ جنوبی چین» قرار داشت و آزمایش‌های پزشکی بر روی انسان انجام می‌داد.[۵]
- واحد ۹۴۲۰ یا «واحد اوکا» (سنگاپور) زیرِ نظرِ «سپاه اعزامی به جنوب» در «ارتش امپراتوری ژاپن» بود و احتمالاً آزمایش‌های پزشکی بر روی انسان انجام می‌داد.[۶]

کتاب «واحدهای تسلیحات میکروبی» (細菌戦部隊) چاپ ۱۹۹۶، حاویِ اعترافاتی است که تمامی این واحدهای نظامی مشغول توسعهٔ سلاح‌های بیولوژیک بودند.

## تجهیزات
هر یک از این واحدها، به تجهیزات تصفیهٔ آب و کامیون‌هایی جهت انتقال آب به مناطقِ مورد نیاز مجهز بود. تجهیزات تصفیهٔ آب توسط «شیرو ایشی» از واحد ۷۳۱ طراحی شده بود.